# Любов Мейбл
Любов Мейбл (англ. Mabel's Lovers) — американська короткометражна кінокомедія Мака Сеннета 1912 року з Мейбл Норманд в головній ролі.

## У ролях
- Мейбл Норманд — Мейбл
- Фред Мейс — залицяльник Мейбл
- Форд Стерлінг — Блек, інший залицяльник
- Еліс Девенпорт — мама Мейбл